# 오거스터스 레이몬드 마가리

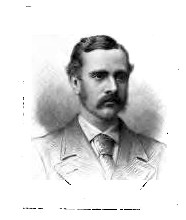
오거스터스 레이몬드 마가리

오거스터스 레이몬드 마가리(Augustus Raymond Margary, 1846년 5월 26일~1875년 2월 21일)는 영국의 외교관 겸 탐험가였다. 마가리가 암살된 마가리 사건으로 인해 즈푸 조약이 맺어졌다.

## 생애
영국령 인도 카르나타카주 벨가움에서 소장 헨리 조슈아 마가리(1876년 사망)의 3남으로 태어난 그는 프랑스에서, 브라이튼 칼리지에서, 유니버시티 칼리지 런던에서 공부를 했다. 외무고시에 4수만에 합격한 마가리는 1867년 2월 청나라 주재 영사관에서 학생 통역가로 임명됐고 다음달에 청나라로 떠났다. 청나라에서는 베이징에 있는 공사관 및 대만, 상하이, 옌타이시에 있는 영사관에서 복무했다.

## 마가리 사건
영국령 인도와 중국 간의 육로 무역로를 탐험하기 위해 마가리는 상하이를 출발하여 쓰촨성, 구이저우성, 윈난성을 거쳐 2,900km를 6개월 동안 이동했고 1874년 상미얀마 까칭주 바모에 가서 장교 호레이스 브라운(Horace Browne)을 만났다. 상해로 돌아오는 길에 마가리는 경로가 위험하다는 소문을 듣고 윈난성 바오산시 텅충시를 통한 경로로 바꿨으나 토착민에 의해 1875년 2월 21일 자신의 중국인 수행원 4명과 같이 살해됐다.

## 결과
마가리 사건으로 양국 간 외교적 긴장 분위기가 고조됐고 영국은 마가리 사건을 해당 사건과 무관한 사안들과 관련하여 청나라에 압박을 가하려는 구실로 삼았다. 외교적 긴장 분위기는 1876년 토머스 프랜시스 웨이드와 이홍장이 즈푸 조약을 맺어 배상금 은 70만 냥 지급, 청조의 빅토리아 여왕에 대한 사죄 사절단 파견, 대외무역항 4곳(온주, 무호, 의창, 베이하이) 증설이 이뤄졌다.